# Сифнос
Сифнос е остров в западната част на Цикладските острови, Гърция.
Сифнос, както и другите по-големи острови от Цикладите е известен туристически маршрут. Намира се на 25 морски мили от Пирея. Островът има дължина 18 km, ширина 8 km и обща площ 74 km2. Има клиновидна форма, на която дължи старото си име „Ακίς“ (Акис). Главен град е Аполония. Географското му разположение е такова, че островът е изпълнен с хълмове. Постоянните жители са около 2000 души. Главният занаят е керамиката и грънчарството, а майсторите на глинени съдове от Сифнос се славят като най-добрите в Цикладите. Други занимания на жителите са животновъдство, земеделие, риболов, морска търговия и туризъм.
Сифнос има дълга традиция в гастрономията. Традиционните продукти, с които се слави островът са мед, вино, каперси, смокини, сирене „Манура“, сирене „Ксиномизитра“, бадемови сладки, бюреци, курабийки, пастели, медни питки и най-вече прекрасни керамични съдове и ръчни тъкани.